# Съкровище
Съкровището представлява ценни и редки предмети, изработени от злато, сребро и скъпоценни камъни, които в повечето случаи са заровени под земята или скрити по някакъв друг способ. Съкровищата биват откривани при археологически разкопки. Има и любители златотърсачи, които се опитват да ги откриват с метални детектори. Стойността на съкровището се определя от различни фактори като историческата и културната оценка и материалите, от които е съставено.
Думата съкровище може да се употребява и в преносен смисъл.